# МАПАМ
МАПА́М (ивр. מפ"ם‎; полное название — Объединённая рабочая партия (ивр. מִפְלֶגֶת הַפּוֹעֲלִים הַמְּאוּחֶדֶת‎) — бывшая левая политическая партия, существовавшая в подмандатной Палестине и Израиле, одна из предшественниц партии Мерец-Яхад.

## Название
МАПАМ является акронимом, как и названия большинства других политических партий Израиля. Полное название партии: Объединённая рабочая партия (ивр. מפלגת הפועלים המאוחדת‎).

## История
Партия была основана в январе 1948 г. левым крылом движения сионистов-социалистов «Поалей Цион» («Рабочие Сиона») и движением «Хашомер Хацаир» («Молодая гвардия»). Партия провозгласила приверженность маркистско-ленинской идеологии и придерживалась просоветской и просталинской политики. Партия опиралась на киббуцное движение «Киббуц Арци». На первых выборах в кнессет партия получила 19 мест, но из-за своей просоветской ориентации не была включена в правительство Давида Бен-Гуриона.
Первый руководитель общей службы безопасности Израиля «Шабак» Иссер Харель подозревал, что среди членов МАПАМ могли быть источники советской разведки, и тщательно следил за деятельностью партии в начале 1950-х годов.
На выборах 1951 г. представительство партии в кнессете сократилось до 15 мест. Партия вновь не вошла в правительство. МАПАМ явилась первой партией Израиля, среди депутатов кнессета от которой были арабы (Ростам Бастуни).
Пражские политические процессы (суд над Рудольфом Сланским и др. руководителями Коммунистической партии Чехословакии) привели к отходу партии от явно просоветской ориентации. Среди обвиняемых на этих процессах большинство было евреями. Среди обвиняемых был и представитель МАПАМ в Праге Мордехай Орен. После доклада Н.С. Хрущёва на XX съезде КПСС МАПАМ отказалась от ультралевой идеологии. Это явилось причиной раскола в партии. Были созданы «Левая фракция» и партия «Независимое рабочее единство». Позже руководители «Левой фракции» Моше Снэ и Авраам Берман присоединились к Коммунистической партии Израиля .
Партия была включена в правительство Израиля после выборов 1955 г.
После выборов в кнессет в 1965 г. партия потеряла голоса и получила восемь мест. Тем не менее, она была включена в правящую коалицию. Партия присоединилась к блоку «Маарах» вместе с партиями Мапай, Ахдут ха-Авода и Рафи. Партия оставалась в составе этого левого блока вплоть до выборов 1984 г. Причиной выхода из блока явилось решение Шимона Переса образовать правительство национального единства вместе с партией «Ликуд».
Из-за потери влияния перед выборами в кнессет 1992 г. партия вошла в блок Мерец вместе с партиями «Рац» (Движение за гражданские права) и «Шинуй» (обновление). Блок вошёл в правительство, сформированное после выборов лидером партии «Авода» Ицхаком Рабином. Руководитель МАПАМ Яир Цабан был назначен министром абсорбции. 
В 1997 г. партия прекратила своё существование.

## Наиболее известные руководители партии
Меир Яари, Исраэль Галили, Ицхак Бен-Аарон, Моше Снэ, Яаков Хазан, Хаим Орон, Яир Цабан

## Депутаты кнессета от партии МАПАМ
- 1-й кнессет. 25/01/1949 — 30/07/1951: Моше Арам, Менахем Бадер, Дов Бар-Нир, Исраэль Бар-Иегуда, Ицхак Бен-Аарон, Мордехай Бентов, Яаков Хазан, Исраэль Галили, Фейге Иланит, Ханна Ламдан (Лернер), Давид Лившиц, Нахум Нир, Элиэзер Пери, Элиэзер Премингер, Берл Раптор, Менахем Рацон, Яаков Рифтин, Хана Рубин, Моше Снэ, Ицхак Табенкин, Меир Яари, Аарон Зислинг

- 2-й кнессет. 26/07/1955 — 03/11/1959: Моше Арам, Исраэль Бар-Иегуда, Ростам Бастуни, Ицхак Бен-Аарон, Мордехай Бентов, Авраам Берман, Яаков Хазан, Ханна Ламдан (Лернер), Давид Лившиц, Элиэзер Пери, Яаков Рифтин, Хана Рубин, Моше Снэ, Меир Яари, Аарон Зислинг

- 3-й кнессет. 26/07/1955 — 03/11/1959: Исраэль Барзилай, Мордехай Бентов, Яаков Хазан, Юссуф Хамис, Ицхак Ицхаки (Лишовский), Яаков Рифтин, Хана Рубин, Эмма Тальми, Меир Яари, Хаим Иегуда

- 4-й кнессет. 03/11/1959 — 15/08/1961: Исраэль Барзилай, Мордехай Бентов, Яаков Хазан, Юссуф Хамис, Йосеф Кушнир, Яаков Рифтин, Хана Рубин, Эмма Тальми, Меир Яари, Хаим Иегуда

- 5-й кнессет. 15/08/1961 — 02/11/1965: Исраэль Барзилай, Мордехай Бентов, Яаков Хазан, Юссуф Хамис, Йосеф Кушнир, Яаков Рифтин, Хана Рубин, Виктор Шем-Тов, Эмма Тальми, Меир Яари

- 6-й кнессет. 02/11/1965 — 28/10/1969: Реувен Арази, Яаков Хазан, Натан Пелед, Шломо Розен, Виктор Шем-Тов, Эмма Тальми, Меир Яари, Абдул-Азиз Зоаби

- 8-й кнессет. 31/12/1973 — 17/05/1977: Иегуда Драницки, Аарон Эфрат, Чика Гроссман-Оркин, Элиэзер Ронен, Меир Тальми, Дов Закин

- 11-й кнессет. 23/07/1984 — 01/11/1988: Элазар Гранот, Чика Гроссман-Оркин, Амира Сартани, Виктор Шем-Тов, Яир Цабан, Мухаммед Ваттад, Гади Яцив

- 12-й кнессет. 01/11/1988 — 23/06/1992: Хуссейн Фарис, Хаим Орон, Яир Цабан